# Frank País
Frank Isaac País García (7 de desembre 1934, Santiago de Cuba – 30 de juliol de 1957, Santiago de Cuba) va ser un revolucionari, dirigent estudiantil i mestre cubà que va fer campanya per l'enderrocament del govern del dictador Fulgencio Batista a Cuba. País va ser l'impulsor del Moviment 26 de juliol i va col·laborar amb la guerrilla de Fidel Castro que s'estava duent a terme a Sierra Maestra. Va ser assassinat per la policia als carrers de Santiago de Cuba el 30 de juliol de 1957, als 22 anys, fet que va desencadenar protestes per tot el país i va ser decisiu paer impulsar la Revolució Cubana.

## Biografia
Va néixer el 7 de desembre de 1934, a la ciutat cubana de Santiago de Cuba, fill de Rosario Garcia Calviño i Francisco País Pesqueira, pastor protestant i membre fundador de la primera església batista a Santiago de Cuba. Els seus pares eren d'origen gallec, concretament de Marin, província de Pontevedra, i havien emigrat a Cuba. El seu pare va morir quan ell tenia 5 anys, tenia dos germans més, Agustín de 3 anys, i Josue, de 2.
Frank va començar els seus estudis d'arquitectura, però els va deixar per ingressar a la Escuela Normal de Santiago de Cuba on es va graduar al 6 juliol 1953 .

## Paper en la Revolució Cubana
Va ser un important dirigent estudiantil, un dels líders principals de la Asociación de Estudiantes, i va ser partidari del moviment llatinoamericà de Reforma Universitària, integrant el Bloque Revolucionario Estudiantil Normalista (BREN) constituint la Federación Local de Centros de Segunda Enseñanza i participant en el Directorio estudiantil revolucionario
El 10 març 1952 Fulgencio Batista va arribar al poder mitjançant un cop d'estat. Frank va atacar juntament amb altres joves liderats per Fidel Castro la Caserna Moncada, en un intent fallit de la demanda d'armes per defensar al govern democràtic de Carlos Prío Socarrás.
Poc després de l'atac de Castro a la Caserna Moncada a la província d'Orient, al juliol de 1953, Frank País va començar a reclutar persones que coneixia per introduir-los en un grup revolucionari informal que es va fer conegut com l'Acció Nacional Revolucionària
Va començar a exercir de mestre el 1954, en el col·legi del Salvador, on sense deixar de banda les idees cristianes que professava, transmetia els ideals revolucionaris i de justícia social.
Va crear el centre La flor Martiana, i va posar en pràctica la República Escolar, que pretenia la democratització de l'escola amb la participació estudiantil.
El 1955, quan Castro va ser a Mèxic per planejar la insurrecció armada va néixer el Moviment 26 de juliol (M - 26-7) País es va fusionar en aquest moviment i es va convertir en el líder de la nova organització en la província d'Orient.
L'any 1956, el moviment va començar a preparar-se per la insurrecció armada que cobriria l'arribada de Castro a Cuba. L'aixecament va ser organitzat en suport al desembarcament del Gramma de Fidel Castro i un grup de guerrillers que tenien la intenció d'establir a Sierra Maestra i estendre la insurrecció a través de tota Cuba. El 30 de novembre, País va dirigir l'aixecament a Santiago de Cuba, que va durar quatre dies. El 9 de març de 1957 va ser detingut per la policia i va ser absolt maig 1957 enmig d'una gran protesta popular .
El 30 de juny, el germà menor de 1957 de Frank, Josué País, va ser assassinat per la policia de Santiago .
El juliol del 1957 una onada de registres policials sistemàtiques van obligar a Frank País a viure en la clandestinitat. El 30 de juliol va ser assassinat per la policia de Santiago, junt amb Raúl Pujol, un company del moviment. En contra del règim de Batista, va ser enterrat al cementiri de Santa Ifigenia i va rebre grans homenatges. En resposta a la mort de País, els treballadors de Santiago va declarar una vaga general espontània. Aquesta vaga va ser la major manifestació popular a la ciutat fins al moment. La mobilització del 30 juliol 1957 és considerada una de les dates més decisives tant en la Revolució Cubana i la caiguda de la dictadura de Batista. Aquest dia ha estat instituït a Cuba com el Dia dels Màrtirs de la Revolució. La seva casa es va convertir en museu i va ser designat com un monument nacional i l'aeroport internacional d'Holguín porta el seu nom .